# چامبلی (پوسوف)
چامبلی (به ترکی استانبولی: Çambeli) یک منطقهٔ مسکونی در ترکیه است که در پوسوف واقع شده‌است.